# 勒普莱西特雷维斯
勒普莱西特雷维斯（法語：Le Plessis-Trévise，法語發音：[lə plɛsi tʁeviz] ⓘ）是法国法兰西岛大区马恩河谷省的一个市镇，属于克雷泰伊区。

## 地理
勒普莱西特雷维斯（48°48'40"N, 2°34'18"E）面积4.32 平方千米，位于法国法蘭西島大區马恩河谷省，该省份为法国北部内陆省份，毗邻巴黎。
与勒普莱西特雷维斯接壤的市镇（或旧市镇、城区）包括：大努瓦西、布里地区拉克、蓬托-孔博、马恩河畔尚皮尼、马恩河畔谢讷维耶尔、马恩河畔维利耶。
勒普莱西特雷维斯的时区为UTC+01:00、UTC+02:00（夏令时）。

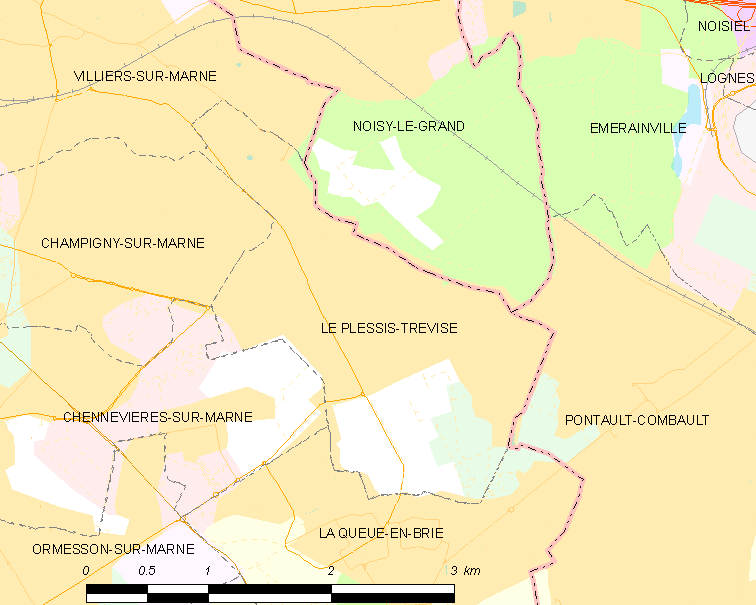
勒普莱西特雷维斯的OSM定位图

## 行政
勒普莱西特雷维斯的邮政编码为94420，INSEE市镇编码为94059。

## 政治
勒普莱西特雷维斯所属的省级选区为马恩河畔维利耶县。

## 人口

1962-2008年间勒普莱西特雷维斯人口变化图示

勒普莱西特雷维斯于2022年1月1日时的人口数量为21096人。